# Нікома-Парк (Оклахома)
Нікома-Парк (англ. Nicoma Park) — місто (англ. city) в США, в окрузі Оклахома штату Оклахома. Населення — 2313 особи (2020).

## Географія
Нікома-Парк розташована за координатами 35°29′29″ пн. ш. 97°19′28″ зх. д. / 35.49139° пн. ш. 97.32444° зх. д. (35.491501, -97.324324).  За даними Бюро перепису населення США в 2010 році місто мало площу 8,65 км², з яких 8,64 км² — суходіл та 0,00 км² — водойми.

## Демографія
Згідно з переписом 2010 року, у місті мешкали 2393 особи в 938 домогосподарствах у складі 651 родини. Густота населення становила 277 осіб/км².  Було 1042 помешкання (121/км²).
Расовий склад населення:
| - 85,9 % — білих - 5,4 % — корінних американців - 2,0 % — чорних або афроамериканців - 0,2 % — азіатів - 1,3 % — осіб інших рас |

До двох чи більше рас належало 5,2 %. Частка іспаномовних становила 3,7 % від усіх жителів.
За віковим діапазоном населення розподілялося таким чином: 24,6 % — особи молодші 18 років, 59,3 % — особи у віці 18—64 років, 16,1 % — особи у віці 65 років та старші. Медіана віку мешканця становила 40,8 року. На 100 осіб жіночої статі у місті припадало 104,0 чоловіків;  на 100 жінок у віці від 18 років та старших — 99,0 чоловіків також старших 18 років.
Середній дохід на одне домашнє господарство  становив 64 423 долари США (медіана — 51 286), а середній дохід на одну сім'ю — 72 416 доларів (медіана — 59 620). Медіана доходів становила 49 559 доларів для чоловіків та 41 125 доларів для жінок. За межею бідності перебувало 13,1 % осіб, у тому числі 17,7 % дітей у віці до 18 років та 18,0 % осіб у віці 65 років та старших.
Цивільне працевлаштоване населення становило 1037 осіб. Основні галузі зайнятості: публічна адміністрація — 17,7 %, освіта, охорона здоров'я та соціальна допомога — 16,1 %, будівництво — 13,2 %.